# Ulex parviflorus
Espèce
Ulex parviflorus, l’Ajonc de Provence ou Ajonc à petites fleurs, est une espèce de plantes à fleurs du genre Ulex et de la famille des Fabacées (ou Légumineuses). Elle fait partie des plantes méditerranéennes dont la floraison est la plus précoce : dès le mois de janvier, en même temps que le romarin et le mimosa, il parsème le maquis et la garrigue de touffes jaune doré hérissées d'épines très pointues. Il est connu en Languedoc et en Provence sous les noms d'argelàs, argelat ou argeràs, également donnés au genêt épineux (Genista scorpius). Nom catalan : gatosa. Castillan : tojo, aulaga morisca.

## Description

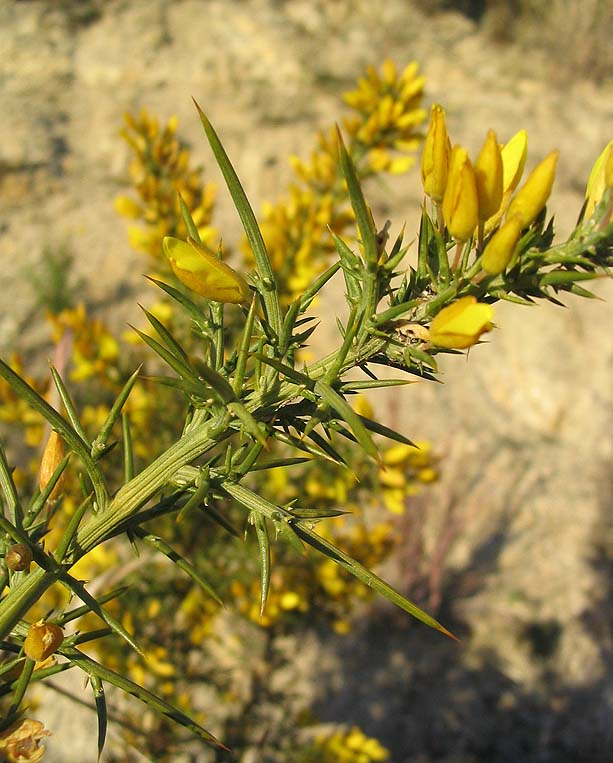
Détail des épines.

### Morphologie générale et végétative
C'est un arbrisseau ou sous-arbrisseau pouvant atteindre 1,5 mètre, mais généralement inférieur à 1 mètre, très ramifié à la base, à tige cannelée, à feuilles pratiquement absentes, remplacées par des épines (les vraies feuilles trifoliées ne sont produites qu'au stade de la plantule). Les épines sont droites ou courbées, très pointues, en particulier l'épine terminale qui peut atteindre 3 cm de long.

### Morphologie florale
La floraison a lieu de janvier (parfois décembre) à avril.
Les fleurs sont hermaphrodites en racèmes simples, de couleur jaune doré à jaune orangé. Le calice est jaunâtre, bilabié, persistant, légèrement velu (surtout au début de la floraison). La corolle ne dépassant pas 1 cm, à ailes en principe plus courtes que la carène. La pollinisation est réalisée par les insectes (abeilles).

### Fruit et graines
Le fruit est une petite gousse ovoïde, velue, contenant peu de graines, d'une longueur ne dépassant pas celle du calice persistant. La dissémination est myrmécochore (par les fourmis).

## Formule chromosomique
La formule chromosomique de l'Ulex parviflorus a été déterminée comme étant 2n = 32.

## Répartition et habitat
C'est une plante vivace caractéristique de la Catalogne et des côtes méditerranéennes françaises (essentiellement Roussillon et Provence).
Elle marque une préférence pour les sables incultes, les sols siliceux, arides et ensoleillés, souvent en pente, et pousse entre 0 et 600 mètres.

## Liste des sous-espèces
Selon Catalogue of Life (9 janv. 2013) :
- sous-espèce Ulex parviflorus subsp. africanus, sous-espèce type, ici décrite ;
- sous-espèce Ulex parviflorus subsp. eriocladus ;
- sous-espèce Ulex parviflorus subsp. funkii, à fleurs plus grandes, rencontrée dans le Sud de l'Espagne et en Afrique du Nord ;
- sous-espèce Ulex parviflorus subsp. jussiaei ;
- sous-espèce Ulex parviflorus subsp. parviflorus.

Selon NCBI (9 janv. 2013) :
- sous-espèce Ulex parviflorus subsp. funkii ;
- sous-espèce Ulex parviflorus subsp. parviflorus